# بندزویار
بندزویار نام روستایی در کشور ایران، استان قزوین، شهرستان قزوین، بخش مرکزی شهرستان قزوین و دهستان اقبال غربی است. این روستا طبق سرشماری سال ۲۰۰۶، ۶۳ نفر جمعیت داشته‌است.